# Niteroiense Futebol Clube
El Niteroiense Futebol Clube es un club deportivo brasileño de la ciudad de Niterói, en el estado de Río de Janeiro. Fue fundado el 11 de mayo de 1913 bajo el nombre Nictheroyense Football Club. Tras décadas de actividad, el club cesó sus funciones profesionales en 1980 y fue reactivado en 2024 tras la transferencia de la afiliación del Atlético Carioca.

## Historia
El club fue uno de los fundadores de la Liga Sportiva Fluminense en 1915 y ganó el Campeonato Fluminense en 1918. Cambió su nombre a Niteroiense Futebol Clube en 1943, en consonancia con la nueva ortografía de la ciudad de Niterói. Cesó sus actividades profesionales en 1980.
En 2024, el Niteroiense fue reactivado y disputó la Serie C del Campeonato Carioca, conquistando la Taça Waldir Amaral y el ascenso. Más adelante, también logró el ascenso a la Serie B1 de 2025.
En 2025, el club debutó en la Copa Rio, siendo eliminado en la primera fase por el America.

## Uniforme
- Primera equipación: Camiseta azul con detalles blancos, pantalón y medias azules.
- Segunda equipación: Camiseta, pantalón y medias blancas con detalles azules.

## Estadio
El club entrena en el Parque Poliesportivo da Concha Acústica, en Niterói, y juega como local en el Centro de Formação de Atletas do Trops (CEFAT), con capacidad para 1000 espectadores.

## Títulos
- Campeonato Fluminense: 1918
- Campeonato Niteroiense: 1937
- Campeonato Carioca – Série C: 2024
- Taça Waldir Amaral: 2024